# 陈夫人 (梁简文帝)
陈夫人（？—544年），中国南北朝南朝梁简文帝萧纲的妃嫔。
陈夫人在南朝梁大同七年（541年）生萧纲第十八子萧大昕，大同十年（544年），萧大昕四岁时，陈夫人去世，萧大昕就像成人一样，早晚哭泣，哀伤过度，造成眼伤。